# Pozsonypüspöki
Pozsonypüspöki (szlovákul Podunajské Biskupice, korábban Biskupice pri Dunaji, németül Bischdorf) Pozsony településrésze Szlovákiában. Pozsony délkeleti városrésze. 1944-től Szunyogdi tartozott hozzá.

## Fekvése
A Kis-Duna jobb partján a város központjától 7 km-re délkeletre található.

## Nevének eredete
Nevét onnan kapta, hogy eredetileg püspöki birtok volt. Névelőtagja az egykori vármegyei hovatartozásra utal.

## Története
Pozsonypüspöki területe már a római korban lakott volt. Ezt bizonyítják a templom falába épített latin feliratos kövek, a római katonai tábor pecsétjével ellátott téglák és cseréptöredékek, valamint az itt megtalált római mérföldkő. A hagyomány szerint már 836-ban állt itt keresztény templom.
A települést a 13. században említik először, az esztergomi káptalan birtoka volt. Templomát 1221-ben említik.
Fél évezreden át az esztergomi érsek birtokaként mezőváros, az egykori érseki várkastély ma kórház.
Kezdetben mezőgazdasági jellegű település volt, a 17. századtól azonban teret nyert a kézművesség és megalakultak első géhei. 1683-ban a Bécs ostromára vonuló török elpusztította. Néhány évvel később a kuruc háborúkban szenvedett súlyos károkat. 1704-ben csata zajlott itt a dán és kuruc seregek között, előbbiek a császáriak segédcsapatai voltak és Pozsonyba igyekeztek.
Vályi András szerint „PÜSPÖKI. Mezőváros Pozsony Vármegyében, földes Ura az Esztergomi Érsekség, a’ kinek szép kastéllyával, ’s jeles kertyével ékesíttetik, lakosai katolikusok, Szentegyháza nagy, és régi, fekszik Szúnyogdinak szomszédságában. Nevezetesítik az 1797-dik esztendőbéli Nemesek’ felűlésekkor itten tartatott hertzegi, és pompás múlatságok, mellyeket itten adott Hertzeg ő Eminentziája mind a’ Kir. Fő Hertzegnek, mind pedig a’ Vitéz Nemes Uraságoknak; kertyében igen szép múlató épűlet van, mellyben a’ tántz-szobán kivűl 18 más szobák vagynak hertzegi módon készítve. 1704-dikben tsata esett vala itten a’ Tsászári, és Rákótzinak Katonái között. Az erdőben szép, és nevezetes vadászatok tartatnak. Ormósdy Uraságnak is szép épűlete, ’s kertye vagyon itten; határja jeles, vagyonnyai külömbfélék, eladásra jó módgyok, első osztálybéli.”
Fényes Elek szerint „Püspöki, magyar m. v., Poson vmegyében, Posonhoz 1 mfd. a somorjai országút mellett, közel az öreg Dunához. Számlál 1195 kath., 4 evang. lak. Nevezetességei közé tartozik a régi nagy kath. paroch. templom, a primás épülete, Chernelféle kastély, csinos kertével, több urasági, s curialis házakkal, stb. Vásárokat nem tart, határa bőtermékenységű; a Duna mellett, és szigetjeiben igen szép erdeje van, s benne sok őz, szarvas, vaddisznó legel. F. u. a primás, de birnak benne három jövedelmes curiát Chernel, Galgóczy, és Albert családok is. Ezen curiákat a primás szokta donatioval conferalni, de csupán a férfi ágra. Jegyzést érdemel az is hogy a lakosok közt sok golyvás találtatik.”
Pozsony vármegye monográfiájában "Püspöki, felsőcsallóközi magyar kisközség, körjegyzőségi székhely, Pozsony közelében, 258 házzal és 1160 róm. kath. vallású lakossal. Ősi német telep, mely a 13. század elején az esztergomi érsekek birtoka és lakóhelye volt. Bél Mátyás említi az esztergomi érsek díszes kastélyát és a község egyéb díszes épületeit, műkertjeit és körfalait. A hajdami prímási palotában, mely az idők folyamán többszörösen átalakítva, régi rendeltetését ma már alig árulja el, most a községi hivatalok vannak elhelyezve. Az 1553-iki összeírás szerint az érsekségnek 41 portája volt itt. Később más birtokosai is felmerülnek, és pedig az Ormosdy, Chernel, özv. Reidnerné, Albert és Galgóczy családok, kiknek itt régi kúriáik is voltak. Ma is van itt még két régi úrilak, melyek közül az egyik özv. Draskovics György grófnéé, a másik pedig Galgóczy Antalé. Ma is az érsekségnek van itt nagyobb birtoka. Ősi temploma már 1229-ben szóban forog. Mai templomát 1889-ben megújították, de ez nem az ősi templom volt; egyes részletei ugyanis azt bizonyítják, hogy a 16. század elejéről való. Az egyház gótikus szentségtartót őriz a 14. századból. 1859-ben tűz pusztította el a község nagy részét, mely a gyakori vízáradásoktól is sokat szenvedett. Határában a Thököly-féle szabadságharcz alatt kisebb ütközet volt. A 16. században lakosai vámmentességet nyertek és ekkortájt mezőváros volt. Van itt hitelszövetkezet és gazdakör. Ide tartoznak Friedrich és Gyuri majorok, Galgóczy, Jegenyés, Kötélszer, Mogyorós és Téglaház puszták és Kovácsszigeti erdőőrlak. A községnek postája, távírója és vasúti állomása van."
A trianoni békeszerződésig Pozsony vármegye Somorjai járásához tartozott. 1911-ben az esztergomi érsekség a birtokot Lónyai Menyhértnek adta el. 1928-tól szlovákul Biskupice pri Dunaji, 1944-től pedig Podunajské Biskupice lett a hivatalos szlovák neve. A Beneš-dekrétumok következtében 1947-ben 29 magyar családot deportáltak Csehországba, valamint 95 családot telepítettek ki Magyarországra. A települést 1972. január 1-jén csatolták a fővároshoz. Területén ma hat alapiskola (ebből egy magyar tannyelvű), három magán középiskola és egy állami gimnázium működik.

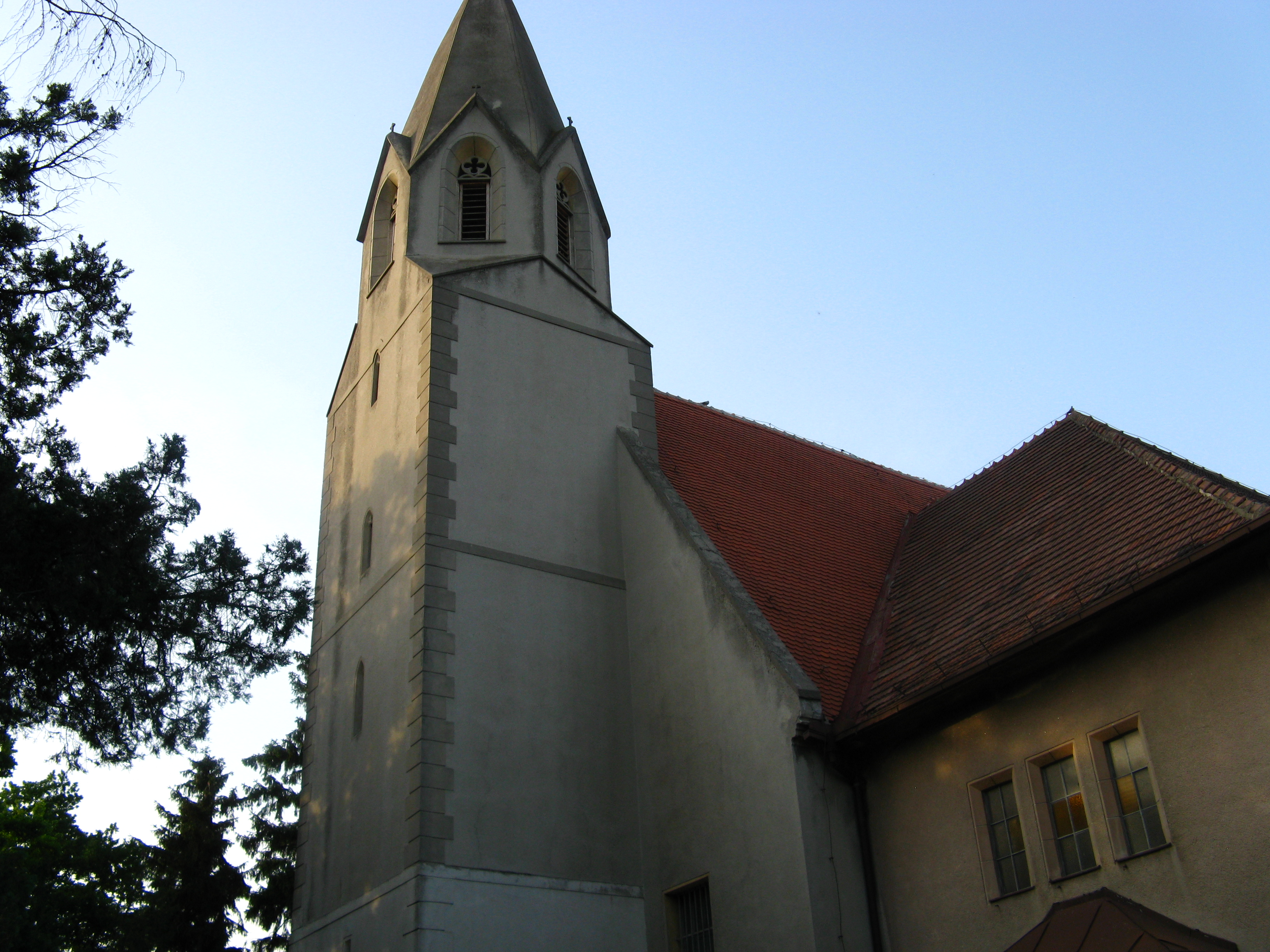
A Szent Miklós templom

## Népessége
1880-ban 1719 lakosából 1470 magyar és 59 szlovák anyanyelvű volt.
Szunyogdi 481 lakosából 421 magyar és 11 szlovák anyanyelvű volt.
1890-ben 1789 lakosából 1572 magyar és 36 szlovák anyanyelvű volt.
Szunyogdi 467 lakosából mind magyar anyanyelvű volt.
1900-ban 1919 lakosából 1676 magyar és 46 szlovák anyanyelvű volt.
Szunyogdi 504 lakosából 486 magyar és 3 szlovák anyanyelvű volt.
1910-ben 2148 lakosából 2053 magyar és 25 szlovák anyanyelvű volt.
Szunyogdi 532 lakosából 514 magyar és 7 szlovák anyanyelvű volt.
1921-ben 2439 lakosából 2248 magyar és 91 csehszlovák volt.
Szunyogdi 615 lakosából 574 magyar és 2 csehszlovák volt.
1930-ban 3108 lakosából 2509 magyar és 380 csehszlovák volt.
Szunyogdi 719 lakosából 580 magyar és 13 csehszlovák volt.
2001-ben 19749 lakosából 2760 magyar és 16212 szlovák volt.
2011-ben 20611 lakosából 2231 magyar és 17351 szlovák volt.

## Neves személyek
- Itt született 1944-ben Püspöki Nagy Péter heraldikus, történész, író, műfordító.
- Itt született 1952-ben Mészáros Alajos egyetemi tanár, szlovákiai magyar politikus és 2009-től 2014-ig európai parlamenti (EP) képviselő.
- Itt hunyt el 1900-ban Kudlik János római katolikus esperes-plébános és országgyűlési képviselő.
- Itt hunyt el 1902-ben Riedl Károly huszárszázados.
- Itt hunyt el 1948-ban Tyukoss János esperes-plébános, csehszlovákiai magyar politikus.
- Itt hunyt el 2005-ben Anton Molnár szlovák orvos, egyetemi oktató, a Comenius Egyetem dékánja, egészségügyi miniszter.
- Itt hunyt el 2016-ban Karol Polák szlovák sportkommentátor.
- Itt hunyt el 2014-ben Dobos László szlovákiai magyar író, szerkesztő, műkritikus, politikus. A Digitális Irodalmi Akadémia alapító tagja.
- Itt nyugszik Papp Sándor (1955-2017) szlovákiai magyar rádiós szerkesztő, kultúraszervező, a Minority Polgári Társulás elnöke.
- Itt szolgált Kisdy Benedek (1598 körül–1660) szerémi, nagyváradi és egri püspök, királyi tanácsos.
- Itt szolgált Bognár Gergely (1868-1947) szentszéki tanácsos, kanonok, plébános.

## Nevezetességei
- Szent Miklós-templomát 1221-ben kezdték építeni, később gótikus stílusban építették át, 1937-ben két oldalszárnnyal bővítették, majd 1954-ben neogótikus stílusban restaurálták. Itt látható a Magyarországon talált legrégibb alakos sírkő Péter kanonok sírköve 1360-ból. Az 1980-as években a sekrestye restaurálásakor középkori falfestményekre bukkantak. A templom hátsó részén a koronát felajánló Szent Istvánt ábrázoló falfestmény látható. Tornyának érdekessége, hogy a négyszög alaprajzú építmény a harangtérben hatszögűbe megy át.
- Az egykori Keresztesnővérek kolostorában a háború utáni években felépült a Szent Kereszt templom, melynek felszentelésére csak 1992-ben került sor. A kolostor ma kórház, amelyben tüdő és légzőszervi megbetegedéseket gyógyítanak.
- Kétemeletes barokk érseki kastélya a 18. század második felében épült. A 19. és 20. században átépítették.
- Klasszicista kúriája a 18. században épült.
- Szentháromság-oszlopa 1730-ban épült.
- Határában a Duna szigetein ezrével fészkelnek a kormoránok.
- A Római kilométer kő